# Osztrák Tengermellék
Az Osztrák Tengermellék vagy Osztrák-Illír Tengermellék (németül: Österreichisches Küstenland, vagy Österreichisch-illyrisches Küstenland, olaszul: Litorale Austriaco, horvátul: Austrijsko primorje, szlovénül: Avstrijsko primorje) a Habsburg Birodalom, az Osztrák Birodalom, majd pedig az Osztrák–Magyar Monarchia az Adriai-tenger északi partjainál fekvő egyik tartománya (Kronland) volt. Az 1849-ben kialakított Kronland a következő három korábbi tartományból tevődött össze:
- Görz és Gradisca hercegesített grófsága
- Isztriai őrgrófság
- Trieszt szabad birodalmi város és környéke

Trieszt kereskedelmi és Póla hadi kikötője stratégiai jelentőséggel bírtak Ausztria-Magyarország számára, a Tengermellék elegáns üdülőhelyei (pl. Abbázia) pedig az osztrák riviéra néven jelentős céloknak számítottak az első világháború előtt. A többnemzetiségű régióban olaszok, szlovének, horvátok, németek és friuliak alkották a fő etnikai csoportokat. A Tengermellék területe 1910-ben 7,968 km2, lakossága 894 287 fő.
Az 1918-ig az Osztrák–Magyar Monarchia fennhatósága alatt álló tartományt az 1915-ös londoni egyezmény ígérte oda az Olasz Királyságnak, melyet az az Antant és az Német-ausztriai Köztársaság közti 1919-es saint-germaini békeszerződés, illetve az Olaszország és a Szerb–Horvát–Szlovén Királyság közti 1920-ban aláírt rapallói egyezmény értelmében annektált. Területén ma Szlovénia, Horvátország és Olaszország osztoznak.

## Elnevezés
Az 1849-ben kialakított koronatartomány kezdetben az Osztrák Tengermellék elnevezést kapta, 1861-től a terület neve hivatalosan Osztrák-Illír Tengermellékre módosult. Korabeli német nyelvhasználatban a tartomány neve szinte kizárólagosan többesszámban (Österreichische Küstenlande) volt használatos, illetve gyakran illették a latin Litorale elnevezéssel is.
A soknemzetiségű tartományt, illetve az azt alkotó három kronlandot a lakosságot alkotó nemzetiségek a következő neveken ismerték:
| címer | magyar név                                     | német                                                               | olasz                                              | szlovén                                            | horvát                                |
| ----- | ---------------------------------------------- | ------------------------------------------------------------------- | -------------------------------------------------- | -------------------------------------------------- | ------------------------------------- |
|       | Görz és Gradisca Hercegesített Grófsága (Görz) | Gefürstete Grafschaft Görz und Gradisca (Görz)                      | Contea Principesca di Gorizia e Gradisca (Gorizia) | Poknežena grofija Goriška in Gradiščanska (Gorica) | Grofovija Goriška i Gradiška (Gorice) |
|       | Isztriai Őgrófság(Parenzo)                     | Makrgrafschaft Istrien (Parenzo)                                    | Marchesato d’Istria (Parenzo)                      | Avstrijska mejna grofija Istra (Poreč)             | Markgrofovija Istra (Poreč)           |
|       | Trieszt Szabad Birodalmi Város és Környéke     | Reichsunmittelbare Stadt Triest und ihr Gebiet                      | Città imperiale di Trieste e dintorni              | Cesarsko svobodno mesto Trst                       | Carski slobodni grad Trst             |
|       | Osztrák (- illír) Tengermellék (Trieszt)       | Österreichisches Küstenland (Österreichisch-illyrisches Küstenland) | Litorale Austriaco(Litorale austro-illirico)       | Avstrijsko primorje                                | Austrijsko Primorje                   |

## Földrajza

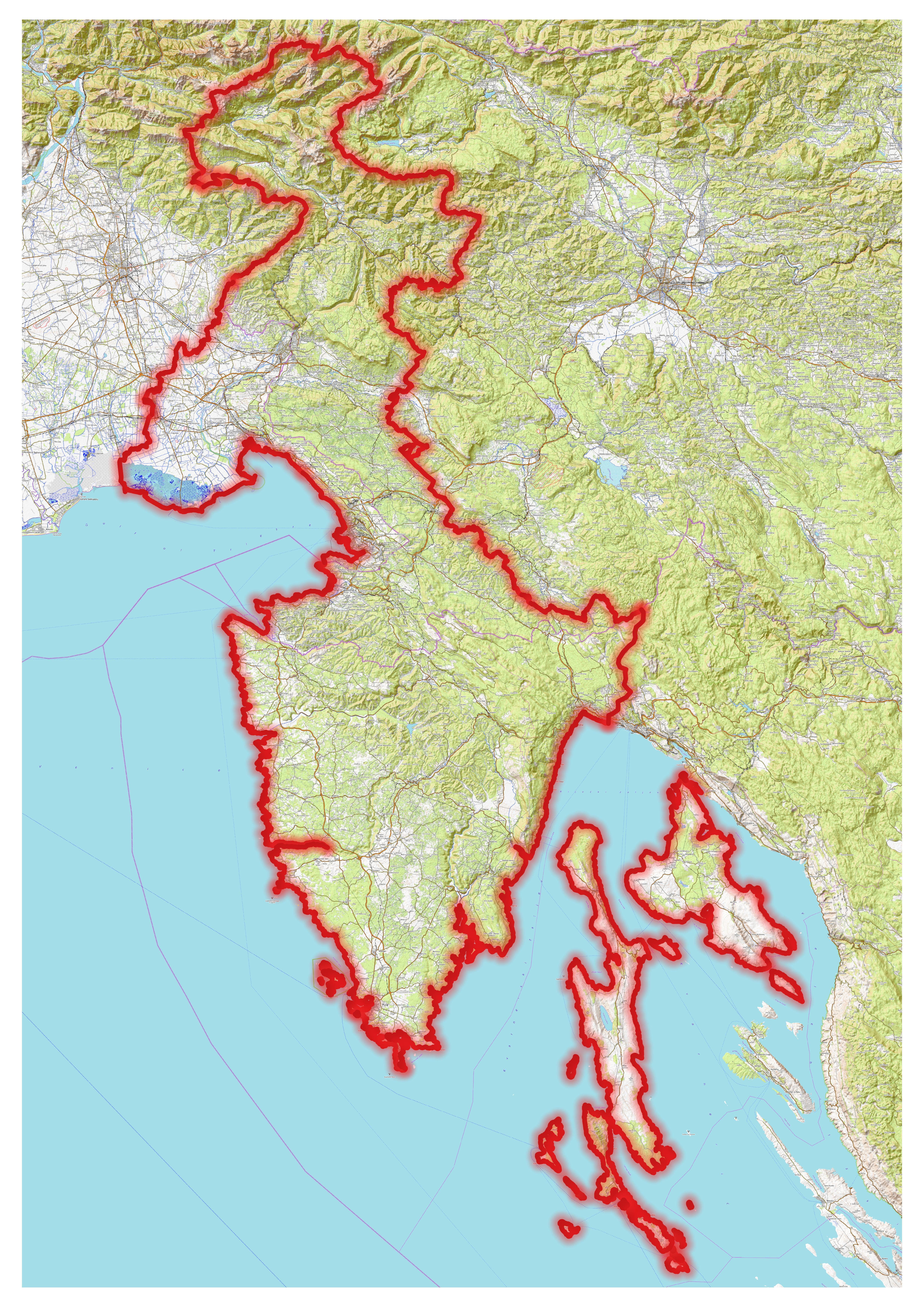
A Tengermellék domborzati térképe

A koronatartomány az Osztrák Császárság, illetve Cizlaithánia déli felén, az Adriai-tenger északi partvidékei mentén helyezkedett el. Keletről az Olasz Királyság Udine tartománya, északról Karintia, keletről Krajna illetve a magyar Szent Korona fennhatósága alá tartozó Horvát-Szlavónország és Fiume városa határolta.
Az koronatartomány északnyugati részét a Júliai-Alpok (németül Julische Alpen; szlovénül Julijske Alpe; olaszul Alpi Giulie) hegyláncai uralják, melynek legmagasabb pontja, a Tricorno / Triglav (2864 m) környékéről ered a tartomány legfontosabb folyója, az Isonzó (szlovénül Soča; olaszul Isonzo; friuli nyelven Lusinç, németül Sontig). Idria (szlovénül Idrija) városától délre kezdődik az egészen Isztriáig húzódó Karsztvidék (németül der Karst; szlovénül Kars; olaszul Carso), melynek egyes csoportjai, például Trnovi-erdő (németül Ternowaner Wald; szlovénül Trnovski gozd; olaszul Selva di Tarnova) már a Dinári-hegység részét képezik. Az innen délre kezdődő Isztriai-félsziget partjait három oldalról az Adriai-tenger mossa;  a Capodistria és Póla közt húzódó nyugati partszakasz enyhe lejtői, védett öblei és természetes kikötői révén számos törtenelmi kikötőváros (Pirano, Umago, Cittanova, Parenzo, Rovigno) található ebben a régióban . Ezzel szemben a Kvarner-öböl (németül Quarnero[busen], horvátul Kvarnerski zaljev, olaszul Golfo del Quarnero) által határolt keleti part meredek partszakaszán nem tudtak kialakulni nagyobb kikötők. A Trieszti-öböl (németül Golf von Triest, olaszul Golfo di Trieste, horvátul Tršćanski zaljev, szlovénül Tržaški zaliv) partja szintén meredek, csupán Trieszt és Muggia környékén, illetve Monfalcone után az Isonzó torkolatától nyugatra laposodik el, ahonnan kezdve a Gradói-lagúna (olaszul Laguna di Grado) egészen az Olasz Királyság határig nyúlik. Ami a szigeteket illeti, Isztria nyugati partjánál, Póla közelében fekszik a Brioni-szigetcsoport (horvátul Brijun), míg a félsziget keleti partjánál a nagyobb Veglia, Cherso, Lussin és Unie szigetek szigetek találhatóak.

## Történelme

A Tengermellék egy 1850-es térképen

### Habsburg uralom
A későbbi tartomány területét a középkorban az Aquileiai Patriarchátus uralta, melyet a 15. század elejéig fokozatosan hódított meg a Velencei Köztársaság. A Tengermelléket alkotó különböző területek csak fokozatosan kerültek a Habsburgok birtokba: 1335-ben a Krajnai Őrgrófság (Mark Krain), 1374-ben az isztriai Pazin városa, 1382-ben Trieszt kikötője került az osztrák főhercegek kezébe. 1474-ben a Habsburgok megvásárolták az Adria északi partján fekvő Duino és Fiume városait, valamint a görzi grófi vonal 1500-ban bekövetkezett kihalása után újabb területeket örököltek Friuliban; I. Miksa császár 1511-ben hódította el Gradisca városát Velencétől, utolsóként pedig Isztria nyugati partja került 1797-ben osztrák fennhatóság alá.
A Habsburgok kezdetben keveset tettek az Adria-parti birtokaik megszilárdítása vagy fejlesztése érdekében. A Velencei Köztársaság adriai és szárazföldi uralma, valamint a terjeszkedő Oszmán Birodalom fenyegetettségére való figyelem kevés lehetőséget adott az osztrák főhercegeknek part menti birtokaik bővítésére. A Német-római Birodalom Ausztriai körzetének (németül: Österreichischer Reichskreis) részét képező Görzi Grófság, Isztriai Őrgrófság és Trieszt Szabad Birodalmi város az Osztrák Főhercegségen belül külön igazgatás alatt maradtak és egészen a 18. századig meg tudták őrizni autonómiájukat.
VI. Károly császár (III. Károly néven magyar király) az oszmánokkal való békekötéssel és az Adrián történő szabad hajózás megteremtésével sikeresen ki tudta terjeszteni a Habsburg Birodalom tengeri hatalmát. 1719-ben Trieszt és Fiume szabadkikötőkké váltak, 1730-ban pedig a Tengermellék teljes területe egységes igazgatás alá került a Trieszti Intendánsság alatt. 1775-ben azonban II. József császár Triesztet az Osztrák örökös tartományok, Fiumét pedig a Magyar Királyság fennhatósága alá rendelte. Röviddel ezután Triesztet Szabad Birodalmi városát egyesítették Görz és Gradisca Hercegesített Grófságával.

### Napóleoni intermezzo
A napóleoni háborúk során a Habsburg Birodalom az 1797-es Campo Formio-i béke értelmében megszerezte Velencétől az Isztriai-félsziget nyugati partjait és a Kvarner-öböl szigeteit. Az 1805-ös pozsonyi békeszerződés értelmében azonban Ausztria hamarosan elvesztette mind az újonnan szerzett isztriai, mind pedig minden más adriai birtokát. Az 1809-es schönbrunni békeszerződéssel Karintia, Krajna, Dalmácia, Nyugat-Horvátország illetve a Raguzai Köztársaság mellett a későbbi Tengermellék egész területe az Első Francia Császárság közvetlen fennhatósága alá került. Az illír tartományok (franciául: Provinces illyriennes, németül: Illyrische Provinzen, olaszul: Province illiriche, szlovénül: Ilirske province) név alatt egyesített és Laybachból irányított terület 1809 és 1813 között maradt francia uralom alatt, melyet az osztrákok csak 1813-ra tudtak visszafoglalni katonai erővel. Az egykori illír tartományok teljes területe csak a napóleoni császárság bukása után, az 1815-ös Bécsi kongresszus határozatát követően került vissza véglegesen az Osztrák Császársághoz.

### Osztrák uralom

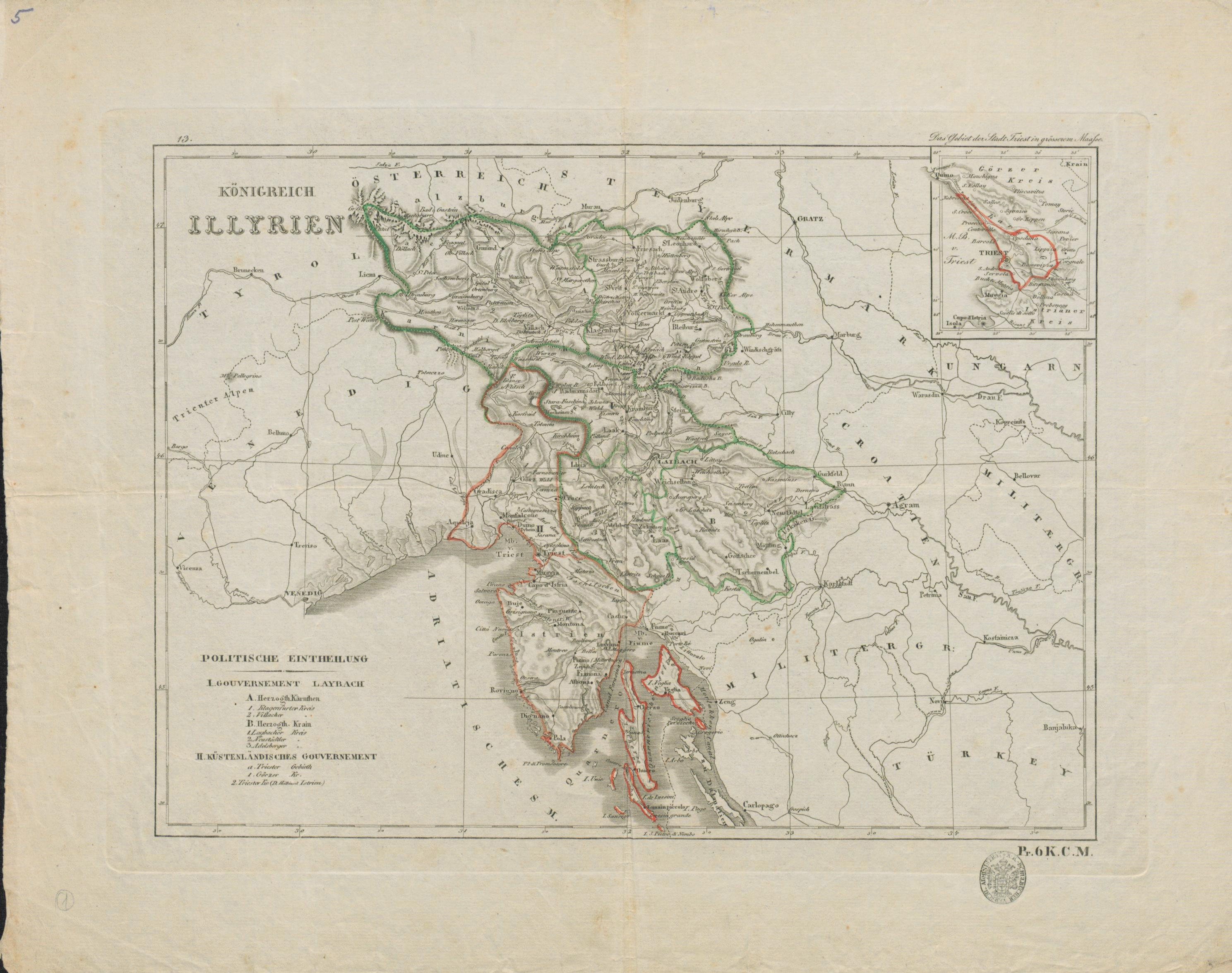
Az Illír királyság egy 1822-es osztrák térképen

Az 1813-ban visszafoglalt régió északi fele, beleértve Karintiát, Krajnát, Triesztet, Görz-Gradiscát, Isztria egészét, a Kvarner-öböl szigeteit, Fiumét, a Horvát Királyságot (Szlavónia és a katonai határőrvidék nélkül) egységes közigazgatás alá került, mely 1816-tól Illír Királyság (németül: Königreich Illyrien, olaszul: Regno d’Illiria, szlovénül: Ilirsko kraljestvo, horvátul: Kraljevina Ilirija) néven egészen 1849-ig az Osztrák Császárság egyik koronatartománya maradt. 1822-ben Fiume és a Horvát királyság átkerült a Magyar Királyság (1849-ben pedig Horvát-Szlavónország) fennhatósága alá.  Az Illír királyság uralkodója Ausztria mindenkori császára volt, Illíria királyának minőségében. A kronland székhelye Laibach (Ljubljana) volt.
Az 1849 utáni államreform keretében az Illír Királyság három külön koronatartományra bomlott fel:
- Karintiai Hercegség (Herzogtum Kärnten)
- Krajnai Hercegség (Herzogtum Krain)
- Osztrák-illír Tengermellék (Österreichisch-illyrisches Küstenland)

Az 1861-es Februári pátens értelmében Görz és Gradisca hercegesített grófsága és az Isztriai őrgrófság, 1867-ben pedig Trieszt Szabad Birodalmi Város is önálló tartományi gyűléssel (Landtag), tartományi elöljáróval (Landeshauptmann) és tartományi kormánnyal (Landesausschuss) rendelkező, közigazgatásilag különálló egységekké válták. A régió egysége csupán csak a császár által kirendelt császári-királyi helytartó (k.k. Statthalter) személyében, illetve a Triesztben székelő Tengermelléki Helytartótanács (küstenländische Statthalterei) intézményében nyilvánult meg.

### Az osztrák uralom vége óta
Az első világháború vége felé olasz megszállás alá került tartományt az 1915-ös londoni egyezmény Ausztria-Magyarország más olaszlakta területeivel együtt az Olasz Királyságnak ígérte. A monarchia felbomlása után az Antant és az Német-ausztriai Köztársaság közti 1919-es saint-germaini békeszerződés, illetve az Olasz és a Szerb–Horvát–Szlovén Királyság közti 1920-ban aláírt Rapallói egyezmény értelmében a Tengermellék véglegesen olasz fennhatóság alá került. A terület Trieszt székhellyel és Fiumével kiegészülve 1947-ig az Olasz Királyság Venezia Giulia tartománya maradt.
A II. világháború, alatt Olaszország 1943. szeptemberi kapitulációja után a terület a Wehrmacht egyik hadműveleti területeként (németül Operationszone) német megszállás alá került Operationszone Adriatisches Küstenland (olaszul Zona d’operazioni del Litorale adriatico) néven. A háború végére Venezia Giulia szinte teljes egésze a jugoszláv hadsereg megszállása alá került, mely 1945 májusában még Triesztbe is bevonult. Az egykori Tengermellék területével szinte teljesen megegyező régió 1945 és 1947 között a két ország, Olaszország és Jugoszlávia közti konfliktus fő színterévé vált, hisz mindkét ország magáénak követelte azt.
Ma Horvátország és Szlovénia birtokolja a terület egy részét, Trieszt városa pedig továbbra is olasz fennhatóság alatt áll. A régió neve csupán a szlovén közigazgatásban él tovább Primorska (Tengermellék) régió nevében.

## Statisztikai adatok

### Terület és népesség
| tartomány             | székhely          | terület   | népesség | népsűrűség     |
| --------------------- | ----------------- | --------- | -------- | -------------- |
| Görz és Gradisca      | Görz (Gorizia)    | 2918 km 2 | 260,721  | 89,3 fő/km 2   |
| Isztria               | Parenzo (Poreč)   | 4956 km 2 | 403,566  | 81,4 fő/km 2   |
| Trieszt               | Trieszt (Trieste) | 95 km 2   | 230,000  | 2414,8 fő/km 2 |
| Tengermellék összesen | Trieszt           | 7969 km 2 | 894,287  | 112,2 fő/km 2  |

Az adtok az 1910-es osztrák népszámlálás eredményei

### Nyelvi összetétel
Az utolsó, 1910-es osztrák népszámlálás szerint az Tengermellék népessége a következő nyelvi közösségekből tevődött össze:
| tartomány             | olasz            | szlovén          | szerb-horvát     | német          | egyéb                                                                               |
| --------------------- | ---------------- | ---------------- | ---------------- | -------------- | ----------------------------------------------------------------------------------- |
| Görz és Gradisca      | 90.119 (36%)     | 154.564 (58%)    | –                | 4.486 (2%)     |                                                                                     |
| Isztria               | 147.417 (38,1%)  | 55.134 (14,3%)   | 168.184 (43,5%)  | 12.735 (3,3%)  |                                                                                     |
| Trieszt               | 118.957 (51,85%) | 56.845 (24,78%)  | 2.403 (1,05%)    | 11.856 (5,17%) | 779 (0,34%) ill. külföldi állampolgárok, köztük 75% Olaszországból: 38.597 (16,82%) |
| Tengermellék összesen | 356.676 (39,85%) | 266.845 (29.82%) | 170.706 (19,08%) | 29.615 (3,31%) | 66.560 (7,44%)                                                                      |

Az osztrák népszámlálások nem az etnikai csoportokat és nem is az anyanyelvet vették számításba, hanem a "napi interakció nyelvét" (Umgangssprache).
Az 1880 utáni népszámlálások során az olasz és a friuli nyelvet egy kategóriaként, olaszként tartották számon. A friuli nyelvet beszélők számát egyedül az 1921-es olasz népszámlálás alapján lehet felbecsülni, hisz ez volt az egyetlen 20. századi cenzus, amely a friuli nyelvet külön nyelvi kategóriaként tüntette fel.
A Tengermelléken nagyszámú külföldi állampolgár is élt (kb. 71 000, vagyis a teljes lakosság 7,9%-a), több mint felük Trieszt városában. Többségük az Olasz Királyságállampolgára, akiket számban a Magyar Királyság és a Német Birodalom állampolgárai követtek. Feltételezhető, hogy a külföldi állampolgárok többsége olasz anyanyelvű volt, kisebb részben pedig német, horvát (Fiuméből és Horvát-Szlavónországból) szlovén és magyar nyelvet beszéltek.

## Közigazgatás

### Görz és Gradisca

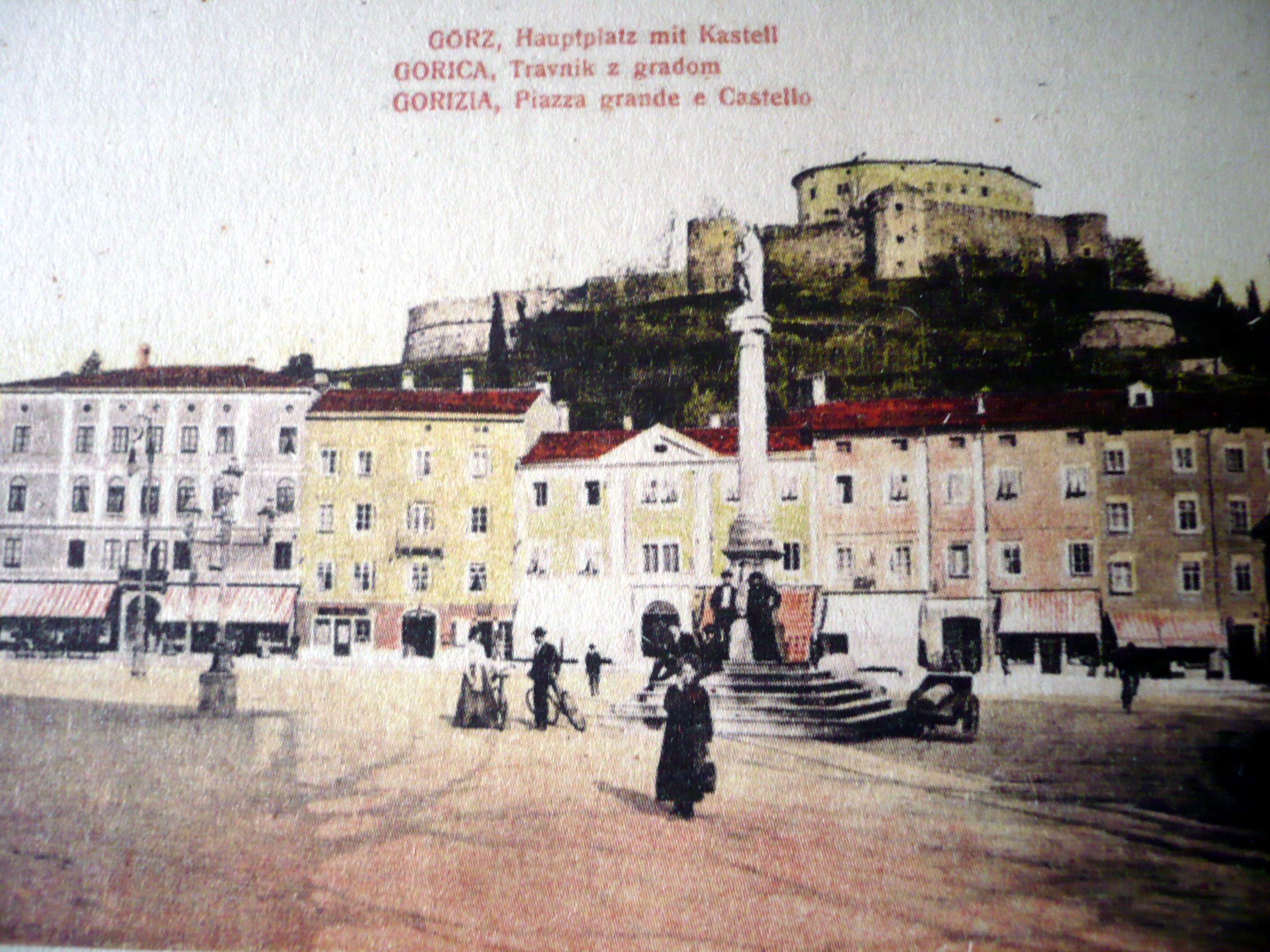
Háromnyelvű képeslap az 1880-as évekből

Görz és Gradisca hercegesített grófságának uralkodója Ausztria mindenkori császára volt, görzi és gradiscai grófi minőségében. A tartomány székhelye Görz (a mai Gorizia) ahol a grófság saját törvényhozási testülete, a Görz-gradiscai Diéta is székelt. Az grófság 13 bírósági és a következő 6 politikai körzetre (németül: politischer Bezirk) volt osztva:
- Görz városa (Stadt Görz)
- Görz vidéke (Görz Land)
- Gradisca
- Monfalcone (Falkenberg)
- Sežana (Sesana)
- Tolmin (Tolmein, Tolmino)

### Isztria
Az Isztriai őrgrófság uralkodója Ausztria mindenkori császára volt, isztriai őrgrófi minőségében. A tartomány székhelye Parenzo (a mai Poreč) volt. Isztria, a Tengermelléket alkotó másik két tartománnyal egyetemben saját törvényhozási testülettel, a Parenzóban székelő Isztriai Diétával (németül Istrischer Landtag, olaszul Dieta provinciale dell'Istria/Dieta istriana, horvátul Istarski sabor). Az őrgrófság 16 bírósági és a következő 7 politikai körzetre (németül: politischer Bezirk) volt osztva:
| Hivatalos német név                    | olasz név                                            | horvát név                         | szlovén név                        | magába foglalt bírósági körzetek                           | mai állam                                                     |
| -------------------------------------- | ---------------------------------------------------- | ---------------------------------- | ---------------------------------- | ---------------------------------------------------------- | ------------------------------------------------------------- |
| politischer Bezirk Capodistria         | capitanato distrettuale Capodistria (/Capo d'Istria) | kotarsko satničtvo Kopar           | okrajni glavarstvo Koper           | - Capodistria(Koper) - Pirano (Piran) - Pinguente(Buzet)   | Szlovénia (Obalno-kraška régió), Horvátország (Isztria megye) |
| politischer Bezirk Lussin              | capitanato distrettuale Lussin                       | kotarsko satničtvo Lošinj          | okrajni glavarstvo Lošinj          | - Cherso (Cres) - Lussin (Lošinj)                          | Horvátország (Tengermellék-Hegyvidék megye)                   |
| politischer Bezirk Parenzo             | capitanato distrettuale Parenzo                      | kotarsko satničtvo Poreč           | okrajni glavarstvo Poreč           | - Buje - Montona(Motovun) - Poreč                          | Horvátország (Isztria megye)                                  |
| politischer Bezirk Pisino (Mitterburg) | capitanato distrettuale Pisino                       | kotarsko satničtvo Pazin           | okrajni glavarstvo Pazin           | - Albona (Labin) - Pisino (Pazin)                          | Horvátország (Isztria megye)                                  |
| politischer Bezirk Pola                | capitanato distrettuale Pola                         | kotarsko satničtvo Pula            | okrajni glavarstvo Pulj            | - Dignano(Vodnjan) - Póla (Pula) - Rovigno (Rovinj)        | Horvátország (Isztria megye)                                  |
| politischer Bezirk Veglia              | capitanato distrettuale di Veglia                    | kotarsko satničtvo Krk             | okrajni glavarstvo Krk             | - Veglia (Krk)                                             | Horvátország (Tengermellék-Hegyvidék megye)                   |
| politischer Bezirk Volosca-Abbazia     | capitanato distrettuale Volosca-Abbazia              | kotarsko satničtvo Volosko-Opatija | okrajni glavarstvo Volosko-Opatija | - Castelnuovo (Podgrad) - Volosca-Abbazia(Volosko-Opatija) | Horvátország (Isztria megye, Tengermellék-Hegyvidék megye)    |

### Trieszt

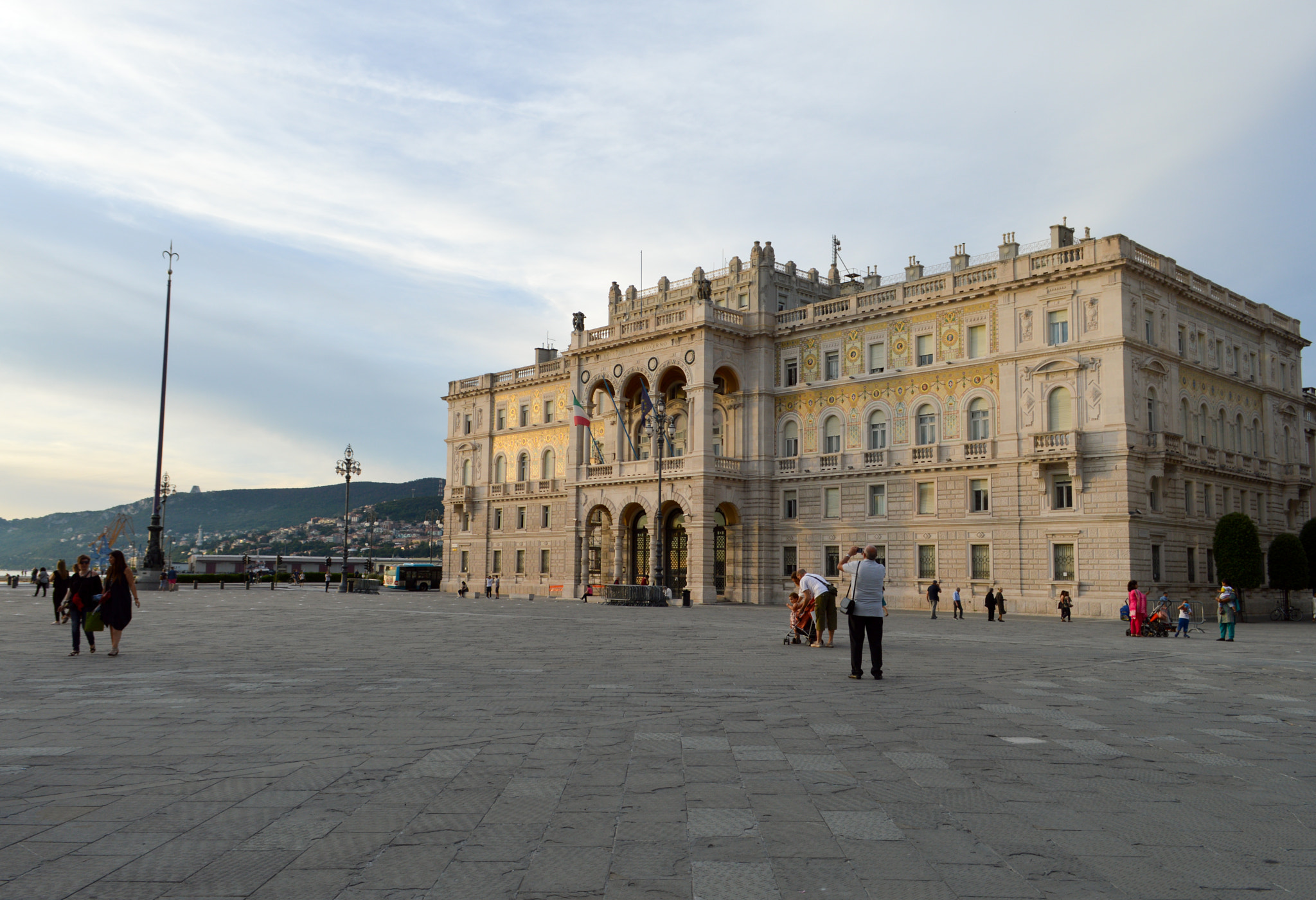
Az egykori osztrák helytartó palotája, Piazza Grande (ma Piazza dell'Unità d'Italia), Trieszt

A Monarchia egyetlen városállamaként Trieszt különleges jogi státuszt élvezett mind az osztrák államon, mind pedig a Tengermelléken belül. Az 1861-es februári pátensértelmében koronatartománnyá szervezett város tanácsa egyben tartományi diétaként (Landtag der Stadt Triest), a polgármesteri tisztség (németül Bürgermeister, olaszul podestà) pedig egyben tartományi elöljárói tisztségként (németül Landeshauptmann, olaszul capitano provinciale di Trieste) is működött. Az 1861 február 26-án életbe lépett városi / tartományi alkotmány a Trieszt 1920-as olasz annexiójáig maradt érvényben. A saját állami intézményrendszert fenntartó város alkotmányos monarchiaként működött, uralkodója Ausztria mindenkori császára volt, „Trieszt ura” (németül Herr von Triest) címmel.
Triesztben székelt a Tengermellék cs. kir. Helytartótanácsa (németül k.k. Statthalterei des Küstenlandes, olaszul I.R. Luogotenenza del Litorale), az osztrák kereskedelmi flotta (pl. az osztrák Lloyd) valamint számos külföldi állam konzulátusa.
A koronatartomány területe a város hat eredeti történelmi kerületére tagozódott.

## Infrastruktúra
Az Osztrák–Magyar Monarchia legjelentősebb kikötőjeként és 6. legnépesebb városaként Trieszt számított a Tengermellék természetes infrastruktúrális központjának.

### Vasút

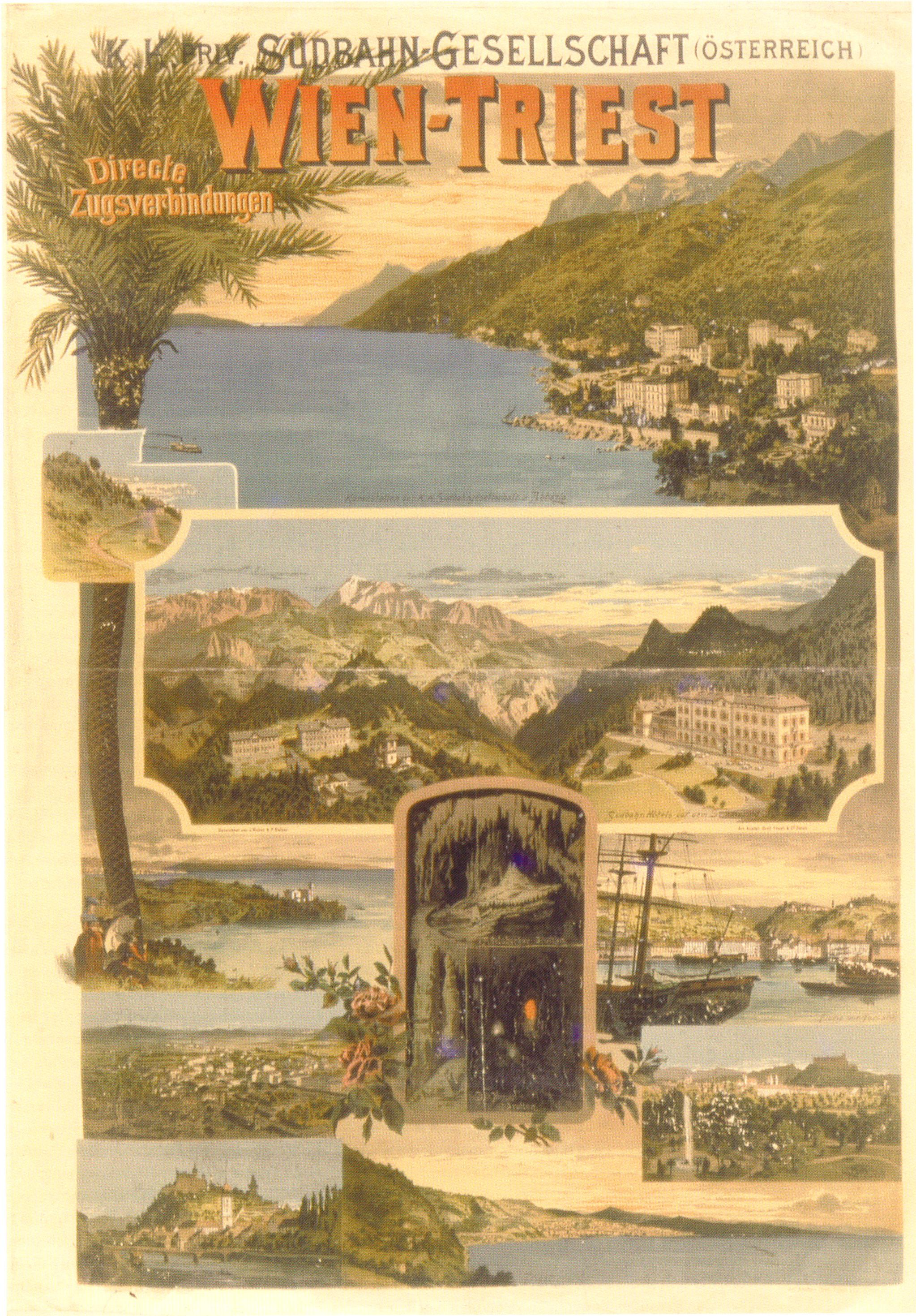
Egy a Déli Vasutat népszerűsítő plakát 1898-ból

#### Fővonalak
A koronatartományt, Trieszt központtal Ausztria-Magyarország több jelentős fővonala kötötte össze a birodalom és Európa többi részével. Az adatok 1915-ből származnak.
- az osztrák Déli Vasút (teljes nevén a cs. kir. szab. Déli Vaspályatársaság, németül k.k. priv. Südbahn-Gesellschaft, olaszul Imperial regia privilegiata società delle ferrovie meridionali) 1857 óta köti össze Triesztet Laibachon, Marburgon, és Grazon át Béccsel. A vasút egy Trieszt és Adelsberg között leágazó szakaszának köszönhetően biztosított volt a közlekedés Abbázián át Fiumébe is. Nemzetközi forgalomban a Déli Vasút kötötte össze Triesztet Bécsen át Varsóval (32 óra) illetve Szentpétervárral (44 óra).[4]
- a Tauern Vasút (németül Tauernbahn, olaszul Ferrovia dei Tauri) 1905 óta teszi lehetővé az utazást Triesztből Görzön és Villachon át Salzburg felé. Nemzetközi forgalomban a Tauern Vasút kötötte össze Triesztet Salzburgon át közvetlenül München (12 óra), Berlin (23 óra), Hamburg (27 óra), Párizs (28 óra) és London (38 óra) állomásaival.[4]
- az egykori Lombard-velencei Ferdinánd Vasút (k.k. priv. lombardisch-venetianische Ferdinands-Bahn) 1846 óta köti össze Triesztet Velencén (4 óra) át Milánóval (8 óra). Az egykor osztrák kézen lévő Lombard-Velencei Királyság 1866-os elvesztése óta a szakasz az Olasz Államvasutak (olaszul Ferrovie dello Stato Italiane) tulajdonát képezi.[4]

#### Regionális vonalak
Helyi viszonylatban jelentősnek számított a Császári és Királyi Osztrák Államvasutak (németül k.k. österreichische Staatsbahnen) kezelésében lévő Isztriai Államvasút (németül Istraner Staatsbahn) két szakasza:
- a Pólai Vasút (németül Pola-Bahn) 1876-tól kötötte össze a Monarchia hadikikötőjenek otthont adó Pólát Dignano és Pasino érintésével Trieszttel. A 140 km hosszú szakasz Canfanarónál létesített elágazása Rovignóval teremtette meg az összeköttetést.[5]
- a Parenzói Vasút (németül Parenzo-Bahn, köznyelvileg Parenzana) 1902 és 1966 között kötötte össze Triesztet Capodistria, Pirano és Buje érintésével az egykori Isztriai őrgrófság székhelyével, Parenzóval. Az I. világháború végével az Olasz Államvasutak, a II. világháború után pedig a Jugoszláv Államvasutak kezelésébe került vonal horvátországi szakasza 1966-os megszünése óta kerékpárútként használatos.[6]

### Hajózás
A Monarchia legforgalmasabb, legnagyobb és legfontosabb kikötőjének számító Trieszt számos osztrák-magyar illetve külföldi (főleg olasz és brit) hajózási társaság adriai központja. A mind Ausztria, mind a tágabb értelemben vett közép-európai régió számára nagy gazdasági és infrastrukturális jelentőséggel bíró trieszti szabadkikötő összeköttetésben állt az Adria szinte minden fontosabb kereskedelmi és turisztikai kikötőjével, továbbá a Földközi-tenger és a világtengerek számos pontjával is. Az 1880-as évektől kezdve a trieszti központú hajótársaságokra (főleg az Osztrák Lloydra) mind nagyobb konkurenciát jelentett a fiumei központú Adria (teljes nevén "Adria“ Magyar Tengerhajózási Részvénytársaság), melynek eredményeként a két társaság felosztotta érdekszféráit: az Osztrák Lloyd a Közel-Kelet, Kelet-Afrika, India, Kína és Japán irányába, meg az Adria pedig nyugat felé, Itália, Málta, Spanyolország, Franciaország, Nagy-Britannia, Észak-Amerika valamit Észak- és Nyugat-Afrika irányába kínál járatokat.

#### Nemzetközi vonalak Triesztből az I. világháború előtt
| embléma vagy zászló | név | székhely  | alapítás éve | hajók száma | desztinációk | utódvállalat                                        |
| ------------------- | --- | --------- | ------------ | ----------- | --- | --------------------------------------------------- |
|                     | Osztrák Lloyd Österreichischer Lloyd (Lloyd Austriaco) | Trieszt   | 1833         | 65          | Adriai vonal (Adriatischer Dienst) - Trieszt–Spalato–Cattaro - Trieszt–Spalato-Cattaro–Durazzo–Korfu–Santa Maura - Trieszt–Budua–Spizza (Montenegró) - Trieszt–Velence Földközi- és fekete-tengeri vonal (Mittelländischer und Schwarzmeer-Dienst) - Trieszt–Brindisi–Alexandria - Trieszt–Brindisi–Korfu–Pátra–Pireusz–Konstantinápoly - Trieszt–Ragúza–Alexandria–Szíria - Trieszt–Korfu–Szmirna–Konstantinápoly - Trieszt–Thesszália–Konstantinápoly - Konstantinápoly–Brǎila–Odessza–Nyikolajev–Batum Indokínai és japán vonal (Indo-chinesischer und japanischer Dienst) - Trieszt–Port Szaid–Áden–Bombay - Trieszt–Port Szaid–Karacsi–Madrasz–Colombo–Rangun–Calcutta - Trieszt–Port Szaid–Áden–Colombo–Szingapúr–Hongkong–Sanghai - Trieszt–Port Szaid–Bombay–Szingapúr–Hongkong–Sanghai–Jokohama–Kóbe | 1919-2006 Lloyd Triestino 2006 óta Italia Marittima |
|                     | Austro-AmericanaVereinigte österreichische Schiffahrtsgesellschaften der Austro-Americana und der Gebrüder Cosulich (Unione Austriaca di navigazione Austro Americana e Fratelli Cosulich Società anonima) | Trieszt   | 1895         | 31          | Észak-amerikai vonal (Nordamerikalinie) - Trieszt–Pátra–Palermo–Algír–New York - New York–Azori-szigetek–Gibraltár–Nápoly–Pátra–Trieszt - Dél-amerikai vonal (Südamerikalinie) - Trieszt–Almería–Las Palmas–Rio de Janeiro–Santos–Montevideo–Buenos Aires | 1919-1937 Cosulich Società Triestina di Navigazione |
|                     | Cunard Steamship Company | Liverpool |              |             | - Trieszt–Fiume–Palermo–Nápoly–New York (1905 RMS Pannonia) - Trieszt–Fiume–Pátra–Nápoly–New York (1912 RMS Saxonia) - Fiume–Trieszt–Pátra–Messina–Nápoly–Almería–Gibraltár–New York (1913 RMS Carpathia) | ma Cunard Line                                      |

## Lásd még
- Osztrák Császárság
- Osztrák–Magyar Monarchia
- Venezia Giulia
- Isonzói csaták
- Horvát Tengermellék
- Ausztria történelme
- Szlovénia történelme
- Horvátország történelme
- Trieszt története
- Isztria
- Londoni egyezmény (1915)
- Saint-germaini békeszerződés (1919)
- Rapallói egyezmény (1920)